# Dov Glickman

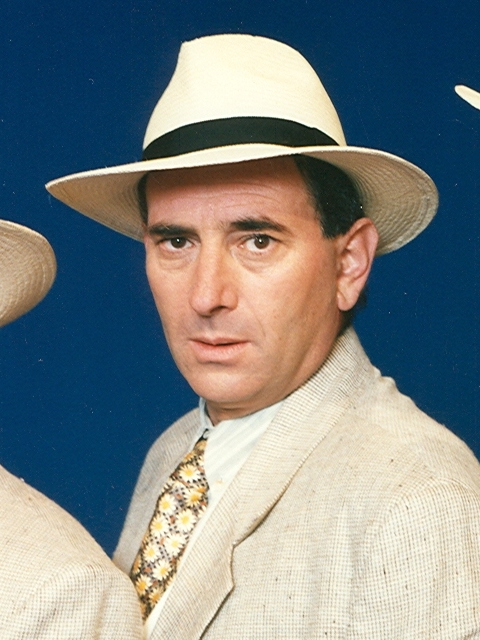
Dov Glickman in den 1990ern

Dov Glickman oder Dov’ale Glickman (hebräisch דב גליקמן; * 2. Dezember 1949 in Tel Aviv) ist ein israelischer Film- und Theaterschauspieler.

## Wirken
Seine Schauspielkarriere begann Glickman in der Naval Entertainment Truppe der Israelischen Armee. Später stand er bei der Haifa Theater Company auf der Bühne. Im Jahr 1977 hatte er sein Filmdebüt in Judd Ne'emans Paratroopers. Für zwanzig Jahre, von 1978 bis 1998, war Glickman Teil von Israels am längsten ausgestrahlter Fernsehshow, der Satireshow Zehu Ze!. 2010 spielt er neben Heiner Lauterbach im ZDF-Krimi Mörderischer Besuch eine Nebenrolle. Für seine schauspielerischen Leistungen im Film Big Bad Wolves gewann er 2013 auf dem Filmfestival Fantasporto den Preis als bester Schauspieler.
Von 2013 bis 2021 verkörperte Glickman in der israelischen Dramaserie Shtisel den charismatischen Schulleiter Shulem Shtisel. Für diese Rolle wurde er zweifach mit dem Israel Television Award ausgezeichnet. Neben Richard Gere trat er 2016 in Joseph Cedars Film Norman in einer Nebenrolle auf. 2018 spielte er in der preisgekrönten österreichischen Produktion Murer – Anatomie eines Prozesses einen Überlebenden der Shoah. Von 2018 bis 2020 hatte Glickman eine Rolle in der israelischen Serie Stockholm.
Neben Film- und Fernsehproduktionen ist Glickman als Schauspieler auch auf Theaterbühnen zu sehen: 2016 spielte Glickman die Hauptrolle in dem Theaterstück Angina Pectoris im Tzavta Theater in Tel Aviv. In den Jahren 2018 und 2019 spielte er Etgar in Burkhard C. Kosminskis Produktion Vögel im Schauspielhaus Stuttgart, der deutschsprachigen Erstaufführung des Stücks. Dies wurde insofern als bemerkenswert bezeichnet, da er nur gebrochen Deutsch spricht.

## Privates
Glickman wurde 1949 in einer säkularen jüdischen Familie in Tel Aviv geboren. Seine Eltern stammen ursprünglich aus Russland und emigrierten in den 20er Jahren in das Mandatsgebiet Palästina.

## Filmografie (Auswahl)
- 1977: Paratroopers
- 1978–1998: Zehu Ze! (Satireshow)
- 1984: Krovim Krovim (קרובים קרובים, Fernsehserie, Folge 2x13)
- 2007: Mesuridam (מסודרים, Fernsehserie, Folge 1x01, 1x04, 1x07–1x08)
- 2010: Mörderischer Besuch
- 2013: Big Bad Wolves (מי מפחד מהזאב הרע)
- 2013–2021: Shtisel (שטיסל, Fernsehserie, 33 Folgen)
- 2015: Herbe Mischung
- 2018: Laces (שרוכים (סרט))
- 2018: Murer – Anatomie eines Prozesses
- 2018: The Conductor (Fernsehserie, 10 Folgen)
- 2018–2020: Stockholm (שטוקהולם, Fernsehserie, 12 Folgen)
- 2020: Oslo
- 2021: Munich Games (Fernsehserie, 6 Folgen)
- 2021: Polizeiruf 110: Hermann
- 2022: Herrhausen – Der Herr des Geldes (Fernsehserie, 4 Folgen)
- 2023: Pravednik

## Auszeichnungen (Auswahl)
- 2013: Preisträger des Israel Television Award in der Kategorie Bester Darsteller in Shtisel
- 2014: Preisträger Fantasporto in der Kategorie Bester Darsteller in Big Bad Wolves
- 2015: Preisträger des Israel Television Award in der Kategorie Bester Darsteller in Shtisel
- 2018: Preisträger Ophir Award in der Kategorie Bester Nebendarsteller in Laces
- 2019: Preisträger Deutscher Schauspielpreis in der Kategorie Bestes Ensemble in Murer – Anatomie eines Prozesses[10]